# Tim Hellwig
Tim Hellwig (Neustadt an der Weinstraße, 30 de junho de 1999) é um triatleta alemão, campeão olímpico.

## Carreira
Do estado alemão da Renânia-Palatinado, ele foi campeão alemão júnior em 2017 e 2018. Ele ganhou a prata no Campeonato Europeu em Tartu em 2018. Ele se tornou campeão alemão de velocidade sênior em 2021 e venceu seu primeiro evento do Campeonato Mundial de Triatlo em Hamburgo em setembro de 2021.
Em 2023, ele venceu a Copa Africana de Triatlo, e duas etapas asiáticas da Copa do Mundo, em Chengdu e Tongyeong, na Coreia do Sul. Naquele ano, ele foi medalhista de ouro no Campeonato Mundial de Revezamento Misto de Triatlo no revezamento misto em Hamburgo.
Nos Jogos Olímpicos de Verão de 2024, em Paris, conquistou a medalha de ouro no revezamento misto, ao lado de Lisa Tertsch, Lasse Lührs e Laura Lindemann, com o tempo de 1:25:39.